# Zdziechów (Szydłowiec)
Pour les articles homonymes, voir Zdziechów.
Zdziechów [ˈzd͡ʑexuf] est un village polonais, dans le Powiat de Szydłowiec et dans la voïvodie de Mazovie dans le centre-est de la Pologne.
Il est situé à environ 7 kilomètres au nord-est de Szydłowiec et à 1005 kilomètres au sud de Varsovie.

Sa population compte 575 habitants en 2006.